# Светско првенство у кошарци 1950.
Светско првенство у кошарци 1950. било је 1. по реду, а одржано је у Аргентини од 22. октобра до 3. новембра 1950. године. Аргентина је освојила златну медаљу, репрезентација САД је освојила сребрну медаљу док је Чиле освојио бронзану медаљу.

## Историја
Одлука о одржавању првог Светског првенства у кошарци за мушкарце донета је на Конгресу ФИБА током Олимпијских игара 1948. у Лондону. Одлучено је да ће се сваке четири године организовати ново првенство. ФИБА је одлучила да на првом Светском првенству учествују уз домаћина три најбоље репрезентације претходних Олимпијских игара (САД, Француска и Бразил), по две најбоље репрезентације из Азије, Европе и Јужне Америке. Египат се пласирао на првенство као првак Европе. Јужноамерички првак Уругвај одустао је из политичких разлога, а азијске екипе из финансијских разлога. Као замена наступили су Еквадор, Шпанија и Југославија.
На првенству је учествовало 10 екипа. Први светски шампион у кошарци била је репрезентација Аргентине, која је савладала тим Сједињених Држава олимпијског шампиона 1948. године.

## Правилник о турниру
Број учесника је био незгодан за једноставан систем такмичења. За одређивање шест финалиста одржане су прелиминарне квалификације које су први и последњи пут одржане по олимпијском систему. Као резултат, формиране су две групе. Једна за пласман 1–6. места, друга за пласман 7–10. места.

## Квалификационе утакмице

### 1. круг
| 22. октобар 1950. |       |             |
| Перу              | 33-27 | Југославија |
| Египат            | 43-37 | Еквадор     |

### 2. круг
| 23. октобар 1950. |       |           |
| Сједињене Државе  | 37-33 | Чиле      |
| Аргентина         | 56-40 | Француска |
| 23. октобар 1950. |       |           |
| Перу              | 33-40 | Бразил    |
| Египат            | 57-56 | Шпанија   |

## Додатне квалификационе утакмице

### 1. круг
| 24. октобар 1950. |       |             |
| Чиле              | 40-24 | Југославија |
| Еквадор           | 43-48 | Француска   |

### 2. круг
| 25. октобар 1950. |               |      |
| Шпанија           | 40-54         | Чиле |
| Француска         | 49-46 (прод.) | Перу |

## Утакмице од 7. до 10. места
| #  | Екипа       | Бод. | Поб. | Пор. | Д.ко | П.ко | Кош разлика |
| -- | ----------- | ---- | ---- | ---- | ---- | ---- | ----------- |
| 7  | Перу        | 6    | 3    | 0    | 140  | 123  | +17         |
| 8  | Еквадор     | 5    | 2    | 1    | 142  | 140  | +2          |
| 9  | Шпанија     | 4    | 1    | 2    | 89   | 97   | −8          |
| 10 | Југославија | 2    | 0    | 3    | 83   | 93   | −10         |

| 27. октобар 1950. |               |             |
| Еквадор           | 45-40         | Југославија |
| Перу              | 43-37         | Шпанија     |
| 29. октобар 1950. |               |             |
| Перу              | 46-43 (прод.) | Југославија |
| Еквадор           | 54-50         | Шпанија     |
| 30. октобар 1950. |               |             |
| Шпанија           | 2-0 (НО)      | Југославија |
| Еквадор           | 43-51         | Перу        |

## Финални круг
| # | Екипа            | Бод. | Поб. | Пор. | Д.ко | П.ко | Кош разлика |
| - | ---------------- | ---- | ---- | ---- | ---- | ---- | ----------- |
| 1 | Аргентина        | 10   | 5    | 0    | 300  | 200  | +100        |
| 2 | Сједињене Државе | 9    | 4    | 1    | 221  | 200  | +21         |
| 3 | Чиле             | 7    | 2    | 3    | 209  | 233  | −24         |
| 4 | Бразил           | 7    | 2    | 3    | 214  | 182  | +32         |
| 5 | Египат           | 7    | 2    | 3    | 158  | 208  | −50         |
| 6 | Француска        | 5    | 0    | 5    | 173  | 252  | −79         |

| 27. октобар 1950. |       |                  |
| Француска         | 44-48 | Чиле             |
| Египат            | 32-34 | Сједињене Државе |
| 29. октобар 1950. |       |                  |
| Египат            | 31-28 | Француска        |
| Аргентина         | 40-35 | Бразил           |
| 30. октобар 1950. |       |                  |
| Аргентина         | 62-41 | Чиле             |
| Бразил            | 42-45 | Сједињене Државе |
| 31. октобар 1950. |       |                  |
| Бразил            | 38-19 | Египат           |
| Аргентина         | 66-41 | Француска        |
| 1. новембар 1950. |       |                  |
| Чиле              | 29-44 | Сједињене Државе |
| Аргентина         | 68-33 | Египат           |
| 2. новембар 1950. |       |                  |
| Француска         | 33-48 | Сједињене Државе |
| Бразил            | 40-51 | Чиле             |
| 3. новембар 1950. |       |                  |
| Чиле              | 40-43 | Египат           |
| Бразил            | 59-27 | Француска        |
| Аргентина         | 64-50 | Сједињене Државе |

## Коначан пласман
| Пласман | Репрезентација   | Скор |
| ------- | ---------------- | ---- |
| 1       | Аргентина        | 6–0  |
| 2       | Сједињене Државе | 5–1  |
| 3       | Чиле             | 4–4  |
| 4       | Бразил           | 3–3  |
| 5       | Египат           | 4–3  |
| 6       | Француска        | 2–6  |
| 7       | Перу             | 4–2  |
| 8       | Еквадор          | 2–3  |
| 9       | Шпанија          | 1–4  |
| 10      | Југославија      | 0–5  |

## Награде
| Светски првак 1950.   |
| --------------------- |
| Аргентина Прва титула |

| Најкориснији играч (МВП) |
| ------------------------ |
| Оскар Фурлонг            |

### Најбољи тим првенства
- Оскар Фурлонг — (МВП)
- Џон Станић
- Руфино Бернедо
- Алваро Салвадорес
- Рикардо Гонзалес

## Занимљивости
- Многи од учесника првог Светског првенства касније су постали кошаркашки функционери:[2]
  - Борислав Станковић (Југославија) — генерални секретар ФИБА;
  - Рајмундо Сапорта (менаџер репрезентације Шпаније) — члан ФИБА европског одељења и један од покретача у креирању европских клупских такмичења;
  - Абдул Ел Азим Ашри (судија, Египат) — генерални секретар ФИБА Африке и члан централног одељења федерације;
  - Анселмо Лопез (тренер шпанске репрезентације) — 1968. ће створити комисију за мини кошарку и постати њен први председник;
  - Роберт Буснел (тренер репрезентације Француске) — члан техничке комисије, председник ФИБА (од 1984. до 1990);
  - Небојша Поповић (Југославија) — генерални секретар Југословенског олимпијског комитета;
  - Едуардо Аиралди Риварола (судија, Перу) — члан централног одбора и генерални секретар ФИБА.[2]